# Gedit
gedit este un editor de text din mediul desktop GNOME. Este disponibil pe orice platformă UNIX care suportă mediul GNOME, și a fost portat de asemenea și pe Mac OS X și Microsoft Windows.
gedit un editor de text de uz general, care include suport pentru editarea de cod sursă și documente structurate în limbaje de marcare uzuale precum XML și HTML. Editorul are o interfață simplă, urmărind principiile de simplicitate ale proiectului GNOME.
gedit este publicat sub licență GPL și este considerat software liber.

## Facilități
gedit are suport de colorare de sintaxă (syntax highlighting) pentru un număr mare de limbaje de programare și markup, o interfață cu tab-uri care permite editarea în paralelă a mai multor fișiere, permite editarea de fișiere aflate în rețea folosind GnomeVFS, are toate facilitățile uzuale de căutare și înlocuire de text, un sistem de anulare a comenzilor anterioare (undo/redo), text wrapping, bracket matching, facilități drag and drop, indentare automată și backup automat.
Dintre facilitățile avansate amintim sistemul de corectare ortografică (care suportă și limba română) și un sistem flexibil de plugin-uri. Un număr de astfel plugin-uri sunt incluse și distribuite direct cu editorul, alte plugin-uri sunt disponibile online.
Editorul este tradus integral în limba română.

## Arhitectură
gedit a fost conceput pentru X Window System, utilizând bibliotecile GTK+ 2.0 și GNOME 2.0. gedit folosește sistemul de help din GNOME pentru documentație, sistemul virtual de fișiere din GNOME (GNOME Virtual File System) și sistemul de tipărire (GNOME printing framework).
În decembrie 2008, gedit a devenit disponibil și pentru utilizatorii Mac OS X și Microsoft Windows.